# Louise Mountbatten-Windsor
Louise Alice Elizabeth Mary Mountbatten-Windsor (Frimley, 8 november 2003) is het oudste kind van prins Edward en Sophie Rhys-Jones, de hertog en hertogin van Edinburgh. Ze is een kleinkind van wijlen koningin Elizabeth II en prins Philip.

## Leven
Op 8 november 2003 werd het eerste kind van prins Edward en hertogin Sophie geboren: een dochter. Ze werd geboren in het Frimley Park Hospital in Surrey.
Louise kwam op 23 november uit het ziekenhuis en op 27 november werd haar naam bekendgemaakt. Ze gaat door het leven als Lady Louise Windsor, omdat koningin Elizabeth voor Louise's geboorte heeft besloten een uitzondering te maken op de gebruikelijke titel. Ze zou, als kleindochter van de monarch via mannelijke lijn, recht hebben op de titel Her Royal Highness Princess Louise of Wessex. In 2007 kreeg ze een jongere broer James.
Ze werd op 24 april 2004 gedoopt. Haar peetouders zijn: Lord Ivar Mountbatten, Lady Sarah Chatto, Lady Alexandra Etherington, Francesca Schwarzenbach en Rupert Elli.
Tijdens het huwelijk van de Britse prins William met Catherine Middleton op 29 april 2011 was Lady Louise een van de bruidsmeisjes.
- Gemeinsame Normdatei: 1268671010
- Virtual International Authority File: 3917166414911302740007